# Werner Sieloff
Werner Sieloff (* 3. März 1898 in Berlin; † 14. November 1974 ebenda) war ein deutscher Maler und Grafiker.

## Leben und Werk
Der Vater Sieloffs war der Maler Ernst Sieloff. Die Familie lebte seit etwa 1895 in Königsberg. Nach dem Wunsch seines Vaters machte Sieloff ein Studium als Maschinenbau-Ingenieur. 1916 meldete er sich freiwillig zum Dienst im Ersten Weltkrieg, in dem er in Frankreich zum Einsatz kam.
Von 1919 bis 1924 studierte Sieloff an der Kunstakademie Königsberg Malerei und Grafik bei Richard Pfeiffer und Arthur Degner und Bildhauerei bei Stanislaus Cauer und war dort Meisterschüler. Er gründete in Königsberg einen „Nordischen Bund freier bildender Künstler“, zu dem es keine Informationen gibt. Anschließend studierte Sieloff in Dresden, bei Arthur Degner an der späteren Hochschule für bildende Künste in Berlin und in München. In dieser Zeit besuchte er mehrmals Lovis Corinth in seinem Haus am Walchensee, und Corinth förderte ihn. Nach dem Studium ging Sieloff wieder nach Königsberg und arbeitete als freischaffender Künstler. Auf der Kurischen Nehrung machte er die Bekanntschaft Max Pechsteins.
Ab 1920 war Sieloff Mitglied der KPD und weiterer KPD-naher Organisationen.1923 malte er mehrere Lenin-Bilder. In Königsberg arbeitete an der kommunistischen Zeitung Echo des Ostens mit.
Nach der Machtergreifung wurde Sieloff Mitglied der Reichskammer der bildenden Künste und konnte sich auch noch an Ausstellungen beteiligen. 1937 erhielt er Mal- und Ausstellungsverbot und wurde in der zentralen Aktion „Entartete Kunst“ nachweislich sein Tafelbild Parklandschaft aus dem Stadtbesitz von Berlin beschlagnahmt und vernichtet.
Sieloff nahm als Soldat der Wehrmacht am 2. Weltkrieg teil. 1944 wurde seine Wohnung und das Atelier in Königsberg zerstört.
1945 lief er zur Roten Armee über und beteiligte sich an der antifaschistischen Front-Propaganda des Nationalkomitees Freies Deutschland. Nach dem Ende des Krieges erhielt er 1945 das Angebot für eine Professur in Moskau, das er aber ablehnte, weil er zu seiner Familie zurückwollte.
Er ging nach Berlin, bot der sowjetischen Kommandantur seine Mitarbeit an und beteiligte sich vor allem am Neuaufbau des künstlerischen Lebens. 1946 wurde er Mitglied der Vereinigung sozialistischer Künstler Berlins und der Arbeitsgruppe „Der Kreis“, später des Verbands Bildender Künstler der DDR. Ab 1948 leitete er die Ausstellung des Berlin-Pankower Amts für Kunst „Das Bildwerk“, die letztmals 1978 im Berliner Otto-Nagel-Haus stattfand.
Ende der 1940er/Anfang der 1950er Jahre schuf Sieloff mehrere größere grafische Zyklen, u. a. Das ABC (Linolschnitte, 1949), zu Goethes Faust, zu Sonetten Michelangelos und zu Joachim Ringelnatz. Dann trat Anfang der 1950er Jahre eine langanhaltende Erkrankung auf. Er zog in den Köpenicker Ortsteil Hessenwinkel, arbeitete zwar weiter künstlerisch, stellte aber erst Ende der 1960er Jahre wieder aus. Kurz vor seinem Tod schuf er einen Grafikzyklus zum Deutschen Bauernkrieg.
Der 3174 Werke umfassende Nachlass Sieloffs ging 1997 von der Stiftung Stadtmuseum Berlin an das Regionalmuseum Burg Beeskow. Eigentümer ist weiter die Stadt Berlin. Ein Tafelbild Sieloffs (Männerfigur) befindet sich in der Berlinischen Galerie.

## Werke (Auswahl)

### Tafelbilder
- Paris. Brücke bei Notre Dame (Öl, 60 × 79 cm, 1949)[1]
- Helene Weigel als Mutter Courage und der Maler (Öl, 135 × 82 cm, 1974)[2]

### Zeichnungen und Druckgrafik
- Selbstbildnis (Radierung, 10,9 × 5,3 cm, 1954)[3]
- Halbporträt eines Schäfers (Zeichnung, 42 × 30 cm, 1960)[4]
- Badende (1961, Aquarell, ca. 62 × 42 cm)[5]
- Weibliches Halbporträt (Rötelzeichnung, 40 × 30 cm, 1964)[6]
- Marcel Marceau als Clown im Halbporträt (Farbkreide über Lithografie, 44,8 × 32 cm, 1965)[7]

## Ausstellungen (unvollständig)

### Einzelausstellungen
- 1970: Berlin-Köpenick, Klubhaus zu den Sieben Raben
- postum 1977: München, Neue Münchner Galerie („Werner Sieloff – Aus dem Spätwerk des Malers“)

### Ausstellungsbeteiligungen
- 1933: Königsberg, Kunsthalle am Wrangelturm („Romantik und Gegenwart in Ostpreußen“)
- 1935 und 1937 Königsberg, Kunsthalle („Ostpreußenkunst“; Ausstellung des Königsberger Kunstvereins)
- postum 1980: Berlin, Ausstellungszentrum am Fernsehturm („Retrospektive Berlin“)